# Eleições parlamentares europeias de 2019 (Malta)
As eleições parlamentares europeias de 2019 em Malta foram realizadas a 25 de Maio e serviram para eleger os 6 deputados nacionais para o Parlamento Europeu.

## Composição 2014-2019 (Final do mandato)

### Partidos Nacionais
| Partido | Partido              | Deputados | Grupo                                             |
| ------- | -------------------- | --------- | ------------------------------------------------- |
|         | Partido Trabalhista  | 3 / 6     | Aliança Progressista dos Socialistas e Democratas |
|         | Partido Nacionalista | 3 / 6     | Grupo do Partido Popular Europeu                  |

### Grupos Parlamentares
| Grupo | Grupo                                             | Deputados |
| ----- | ------------------------------------------------- | --------- |
|       | Aliança Progressista dos Socialistas e Democratas | 3 / 6     |
|       | Grupo do Partido Popular Europeu                  | 3 / 6     |

## Partidos Concorrentes
Os partidos concorrentes são os seguintes:
| Partido | Partido                           | Cabeça de Lista    | Afiliação Europeia                                       |
| ------- | --------------------------------- | ------------------ | -------------------------------------------------------- |
|         | Partido Trabalhista               | Alex Agius Saliba  | Partido Socialista Europeu                               |
|         | Partido Nacionalista              | Peter Agius        | Partido Popular Europeu                                  |
|         | Alternativa Democrática           | Carmel Capocardo   | Partido Verde Europeu                                    |
|         | Imperium Europa                   | Norman Lowell      |                                                          |
|         | Partido Democrático               | Anthony Buttigieg  | Partido da Aliança dos Liberais e Democratas pela Europa |
|         | Movimentos dos Malteses Patriotas | Simon Borg         | Movimento pela Europa das Nações e das Liberdades        |
|         | Aliança pela Mudança              | Ivan Grech Mintoff | Movimento Político Cristão Europeu                       |
|         | Cérebro, Ego Não                  | Antoine P. Borg    |                                                          |

## Resultados Oficiais
| Partido                 | Partido                     | Votos   | %               | +/-   | Deputados | +/-     |
| ----------------------- | --------------------------- | ------- | --------------- | ----- | --------- | ------- |
|                         | Partido Trabalhista         | 141 267 | 54,29 / 100,00  | 0,90  | 4 / 6     | 1       |
|                         | Partido Nacionalista        | 98 611  | 37,90 / 100,00  | 2,12  | 2 / 6     | 1       |
|                         | Imperium Europa             | 8 238   | 3,17 / 100,00   | 0,49  | 0 / 6     | Estável |
|                         | Partido Democrático         | 5 276   | 2,03 / 100,00   | Novo  | 0 / 6     | Novo    |
|                         | Candidatos Independentes    | 2 674   | 1,03 / 100,00   | Novo  | 0 / 6     | Novo    |
|                         | Outros (com menos de 1,00%) | 4 146   | 1,60 / 100,00   |       | 0 / 6     |         |
| Votos Inválidos         | Votos Inválidos             | 9 810   | 3,63 / 100,00   | 1,40  |           |         |
| Total                   | Total                       | 270 022 | 100,00 / 100,00 |       | 6 / 6     |         |
| Eleitorado/Participação | Eleitorado/Participação     | 371 456 | 72,69 / 100,00  | 2,12  |           |         |
| Fonte                   | Fonte                       | [ 3 ]   | [ 3 ]           | [ 3 ] | [ 3 ]     | [ 3 ]   |

## Composição 2019-2024

### Partidos Nacionais
| Partido | Partido              | Deputados | Grupo                                             |
| ------- | -------------------- | --------- | ------------------------------------------------- |
|         | Partido Trabalhista  | 4 / 6     | Aliança Progressista dos Socialistas e Democratas |
|         | Partido Nacionalista | 2 / 6     | Grupo do Partido Popular Europeu                  |

### Grupos Parlamentares
| Grupo | Grupo                                             | Deputados |
| ----- | ------------------------------------------------- | --------- |
|       | Aliança Progressista dos Socialistas e Democratas | 4 / 6     |
|       | Grupo do Partido Popular Europeu                  | 2 / 6     |